# Gebre Krestos
Gebre Krestos, död 1832, var kejsare av Etiopien mellan mars 1832 och juni 1832.